# Quillayute River
Der Quillayute River ist ein Fluss im Clallam County im Nordwesten des US-Bundesstaats Washington. 
Der Fluss entsteht durch den Zusammenfluss des Sol Duc River mit dem Bogachiel River westlich von Forks. Der Quillayute River fließt als breiter Fluss mit wenig Gefälle westwärts, bis er schon nach neun Kilometern  bei La Push in den Pazifischen Ozean mündet. Durch seine Zuflüsse hat er das größte Einzugsgebiet im Clallam County, neben dem Bogachiel und dem Sol Duc River sind es vor allem der Calawah und der Dickey River, der kurz vor der Mündung in den Pazifik noch von rechts zufließt. 

Wegen seiner geringen Länge sind im Quillayute River schon die Gezeiten bemerkbar. Vor seiner Mündung liegt die Felseninsel James Island. 